# Будинок консисторії
Буди́нок консисто́рії або Хлібня — будинок, збудований у 1722–1730 роках для хлібні (пекарні) Софійського монастиря. 1775 року переобладнаний під консисторію — орган управління єпархією.
У 1851–1853 роках за проєктом Павла Спарро прибудовано новий корпус із головним фасадом вздовж Володимирської вулиці. Перебудовувалася ще кілька разів, у тому числі під керівництвом архітектора Володимира Ніколаєва в 1884–1886 роках. Після реставрації з відновленням частини первісних форм у 1976–1984 роках пристосована під виставкові зали Національного заповідника «Софія Київська», які тут знаходяться й нині. 6 липня—19 вересня 1941 року в будівлі знаходився Штаб оборони Києва.
Наразі в будівлі знаходяться виставкові зали «Хлібня».
У складі комплексу монастирських споруд Софійського собору будинок колишньої монастирської хлібні внесений до переліку Світової спадщини ЮНЕСКО під № 527. Пам'ятка культурної спадщини національного значення, має охоронний номер № 1/10.

## Архітектура

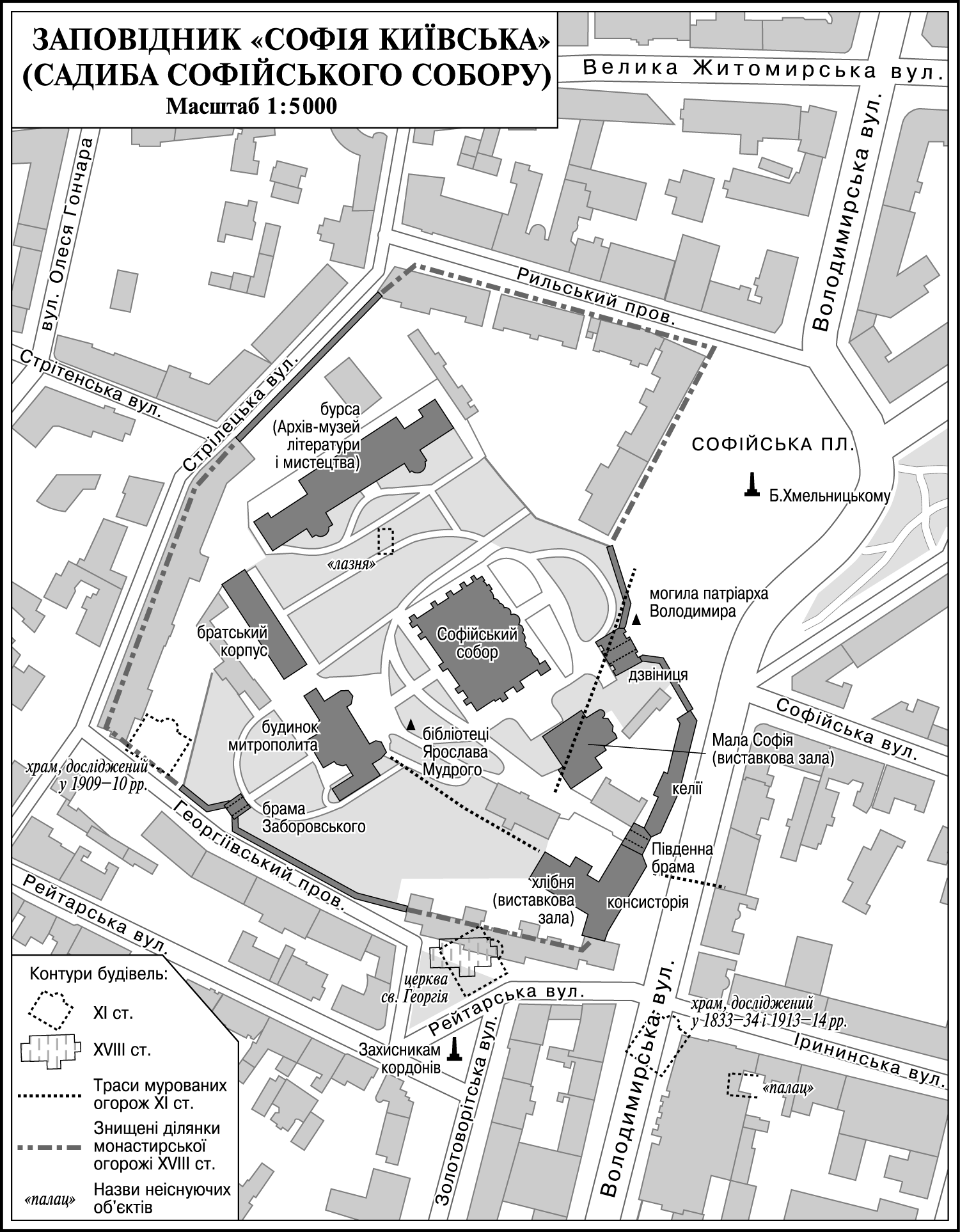
Мапа заповіднику «Софія Київська».

Будівля в плані Т-подібна, двоповерхова, нове (північне) крило має напівпідвал, що переходить у цокольний поверх. Вкрита вальмовим дахом з бляшаною покрівлею, у якій є слухові вікна й димарі. Перший та другий поверхи мають коридорний тип планування з двобічним розташуванням приміщень, при цьому більші зали старого (північного) крила. Під спорудою є глибокий підвал.
Склепіння великих приміщень, що розташовані зі східного боку старого крила, зроблені з залізобетону, циліндричні або циліндричні з розпалубками. В усіх інших приміщеннях склепіння цегляні по металевих балках, дерев'яні та пласкі залізобетонні.

### Старе крило
Стара будівля колишньої хлібні в плані прямокутна, витягнута по осі північ-південь. Має два поверхи. Південний фасад вбудовано в нове крило консисторії, головний фасад якого звернений на Володимирську вулицю.
Східний фасад старого корпуса звернений до проїзду, що веде від південної в'їзної вежі. Через прибудову нового крила він є асиметричним. Двоповерховий класицистичний ризаліт дещо зміщений ліворуч від центральної осі фасаду. В ньому знаходиться центральний вхід. На першому поверсі, вкритому рустом, ризаліт має чотири вікна, на другому — п'ять.
Праворуч та ліворуч від ризаліту збережено або відновлено під час реставрації всі деталі барокового оздоблення. Фасад горизонтально членовано профільованим уступом цоколю (є лише праворуч від ризаліту), масивним багатопрофільним карнизом з пілястрами, гуртами на рівні п'ят віконних арок на другому поверсі та профільованим вінцевим карнизом.
Архітектурне рішення поверхів неоднакове через те, що вони будувались у різний час. Пілястри, що членують фасад на обох ярусах, не збігаються по вертикалі. Три півциркульних вікна, розташовані між чотирма пілястрами на першому ярусі праворуч від ризаліту, мають грановане фігурне обрамлення лиштвами. Над ними зроблені трилопатеві ніші-сандрики м'яких обрисів. На другому ярусі є два великих вікна аркової форми та прямокутні фільонки обабіч них, які розмежовані пласкими короткими лопатками. Обрамлення віконних прорізів збігається з їхньою формою у вигляді арки. Вікна ліворуч від ризаліту — по одному на першому та другому поверхах — прикрашені аналогічно.
Північний фасад унаслідок реставрації в своїй східній частині, відокремленій штрабою від пізнішої прибудови, набув рис фасаду XVIII століття. Первісний бароковий декор, що був відновлений під час реставрації у 1976—1984 роках, робить фасади пластичнішими.

### Нове крило
Головний фасад нового корпуса має ярусну композицію, поділений горизонтально лопатками на прясла, що мають по два або три вікна. Його тиньковано, цокольний поверх облицьовано шліфованим каменем. Складність декору ярусів підвищується знизу вгору. Перший ярус (цокольний) увінчаний вузьким карнизом з трьох гуртів, другий (перший поверх) — міжповерховим профільованим карнизом з гуртом. Завершується фасад подвійним гуртом, вузьким фризом та карнизом з прямокутних профілів. Прясла з сучасним та давнім входами акцентовані аттиковими парапетами.
На цокольному рівні вікна позначено заглибленим облямуванням та рельєфними замковими каменями, а у західній частині обладнано приямками, оскільки там рівень вулиці вищий. Рівень першого поверху зроблено з імітацією в тиньку лопаток та квадрового мурування стін, вікна з лучковими перемичками прикрашено лише простим заглибленим облямуванням. Третій ярус оформлено з імітуванням дощатого рустування фасаду. Тут віконні прорізи мають аркові перемички та оздоблені профільованими архівольтами, які у трьох пряслах мають рельєфні замкові камені, та прямокутними підвіконними фільонками. Лопатки підвищено численними поземними поясками відповідно до русту, який сягає фризу на трьох найдавніших пряслах та п'ят віконних арок на інших.

## Історія

### До прибудови нового крила
У 1722—1730 роках, за митрополита Варлаама (Ванатовича), неподалік від трапезної звели в плані прямокутну з невеликим західним прямокутним ризалітом одноповерхову будівлю хлібні. Оформлена вона була в стилі бароко. Її планувальна асиметрія виникла через розташування двох ізольованих склепінчастих льохів — південного з одною камерою та північного з трьома, муровані підземні виходи яких були з заходу від споруди та закінчувалися наземними невеликими мурованими тамбурами. Кожна камера підвалів освітлювалася одним чи двома віконцями, що виходили назовні на рівні цоколю.
На першому поверсі містилося чотири приміщення: дві великі бічні зали — більш простора південна та північна — з'єднувалися з двома меншими, які розмежовувалися одна від одної глухою центральною стіною. Великі зали перекривалися циліндричними склепіннями з розпалубками, сіни — циліндричними склепіннями. До північної зали з заходу прилучався невеликий будівельний об'єм, в якому, імовірно, були сходи на горище. Дах основної частини був чотирисхилим.
Членування головного (східного) фасаду відповідало чотирикамерному плануванню споруди. Фасад було поділено пілястрами на вісім полів різного розміру, при цьому два однакові центральні мали входи та відповідали приміщенням сіней. Над входами були восьмикутні віконця. Вхідні отвори з півциркульними перемичками та віконця зроблено на центральних осях пласких щитів, що виступали над поверхнею стіни. Інші шість бічних полів — по три справа й зліва від входів — були різними за розмірами та відповідали двом залам. На кожному полі було розташовано по одному півциркульному вікну, обрамленому профільваними лиштвами та увінчаному трилопатевим сандриком. Північний фасад було розділено пілястрами на два поля з вікнами, оформленими аналогічно вікнам східного фасаду. У базі центральної пілястри пробитий віконний отвір північного підвалу. Південний фасад був оформлений так само, як північний, однак мав два підвальних вікна, розміщених обабіч пілястри. Західний фасад оформлено спрощеним декором.
У березні 1737 року в монастирській хлібні було «вимощено дві печі». У 1750 році зафіксовано прибудований до північного рогу із західного боку прямокутний об'єм, що надавав будівлі Г-подібної форми до 1838 року.
1775 року, або, за іншими даними, у 1770—1773 роках, надбудовано другий поверх, який було пристосовано для потреб присутствія, канцелярії та архіву консисторії. Три зали на другому поверсі перекривали циліндричні склепіння з розпалубками. Оформлення барокових фасадів другого поверху було композиційно пов'язано складною ритмічною залежністю з оформленням першого поверху.
У 1819 році на центральній осі східного фасаду показано ризаліт, що 1831 року зображено двоповерховим з центральним входом. Ризаліт, закривши портальну групу в стилі бароко, порушив цілісність барокового архітектурного образу. До 1851 року в ньому розміщувалися сходи на другий ярус.

### Друга половина XIX століття
1847 року єпархіальний архітектор Павло Спарро розробив проєкт розширення наявної будівлі консисторії для задоволення потреби в додатковій площі єпархіальної канцелярії та її архіву. Розширення площі планувалося за рахунок зведення нового копрусу з головним фасадом по Володимирській вулиці, на місці монастирського муру. 1848 року проєкт було затверджено.
1851 року розпочалися роботи: розібрано 4 кв. саженів монастирського муру товщиною в 4,5 цеглини та закладено нові фундаменти, перебудовано західну частину колишньої хлібні, з півдня до неї прибудовано двоповерховий центральний об'єм, де зроблено сходи між поверхами, які з'єднали канцелярію на другому поверсі з архівом, та ще два одновоповерхові об'єми обабіч двоповерхового. Другий поверх було переплановано з відхиленням від проєкту. Зроблено також дві муровані шиї із входами в склепінчасті льохи, відкриті при спорудженні фундаментів. Перед входом, що був влаштований на центральній осі нового крила, зроблено гранітний ґанок з чотирма східцями. Роботи завершено 1853 року.
У 1856 році в двоповерховому будинку з прибудовою було 14 кімнат у капітальних стінах на першому поверсі, на другому — чотири у капітальних стінах та вісім у перегородках. Дві кімнати в новій прибудові займало Київське єпархіальне попечительство. У 1859—1866 роках у трьох окремих приміщеннях колишньої монастирської хлібні на першому поверсі розміщувався архів. 1869 року в приміщенні архіву за кресленнями Павла Спарро перекладено просіле склепіння.
1879 року складено проєкт перебудови будівлі, який 1883 року доробив єпархіальний архітектор Володимир Ніколаєв. 1885 року розібрано монастирський мур, що розташовувався на захід від консисторії. У 1886 році в архіві зроблено арковий вхідний отвір, в малому архіві на другому поверсі влаштовано склепіння на чавунних рейках. В канцелярії на другому поверсі задля поліпшення освітлення та симетрії розширено два та пробито ще два вікна. Закладено кілька вікон і дверей по всій споруді, на даху влаштовано десять слухових вікон, фасади пофарбовано у палевий колір. Вхід перенесено на сучасне місце, ближче до південної в'їзної вежі; зроблено парадний гранітний ґанок. Над західною та південною прибудовами було споруджено другий поверх, унаслідок чого вся будівля консисторії стала двоповерховою.

### XX століття
У 1901—1903 роках за проєктом Євгена Єрмакова проведено капітальний ремонт споруди та зведено дві прибудови. Перепланування здійснено, не виходячи за межі старих капітальних стін. Для потреб канцелярії її розширено до південної в'їзної вежі, а для потреб архіву — з боку митрополичого саду. Перекриття над першим поверхом замінено на пласкі або бочарні (у приміщеннях архіву) склепіння, влаштовано внутрішні гранітні сходи та підвал під новою частиною. Підвал та частину першого поверху праворуч від входу відведено для квартир службовців консисторії. 1914 року до північного фасаду старого крила за проєктом Євгена Єрмакова прибудовано двоповерховий об'єм, для чого в стінах XVIII століття було пробито по шість арок на кожному поверсі.
Під час наступу на Київ більшовиків у 1918 року снарядом пошкодило стіну та дах споруди. 1919 року в квартирі колишнього секретаря консисторії на першому поверсі розміщувалася Київська єпархіальна рада, на другому — архів консисторії та Вчений сільськогосподарський комітет. З того самого року в будинку була президія Всеукраїнської православної церковної ради Всеукраїнської спілки православних парафій (ВСПП), яка була згодом перетворена на Українську автокефальну православну церкву.
У 1930-х роках у колишній консисторії знаходилася Центральна Дитяча Бібліотека. Наприкінці 1940-х-на початку 1950-х років зведено прибудову вуличного фасаду з заходу на два вікна, яка прилягала до сусіднього житлового будинку за адресою Георгіївський провулок, 2. У радянський час барокові вікна розтесано, засипано первісні входи в підвали, закладено підвальні віконця, знесено північний фасад XVIII століття. Унаслідок цих перебудов старий корпус утратив барокові риси. Після Другої Світової війни в будинку розміщувалися Київська обласна рада профспілок, Будівельно-монтажний трест № 1 та Управління у справах архітектури при Раді Міністрів УРСР.
У 1976—1984 роках було зроблено комплекс досліджень старого крила, за результатами яких під керівництвом архітектора О. Лисенка проведено роботи з фрагментарної реставрації споруди. Було відреставровано північну залу та двоє сіней на першому поверсі, центральну та північну зали на другому поверсі, відновлено склепінчасті перекриття (в залізобетоні) та декор фасадів. Після завершення робіт у приміщеннях влаштовано виставкові зали.

## Відвідування
Виставкові зали «Хлібня» відкриті для огляду (з 1 травня до 1 листопада без вихідних):
| День тижня             | Відкриття | Каса та вхід до | Закриття |
| ---------------------- | --------- | --------------- | -------- |
| Понеділок Вівторок     | 10:00     | 17:30           | 18:00    |
| Середа                 | 10:00     | 16:30           | 17:00    |
| Четвер                 | Закрито   | Закрито         | Закрито  |
| П'ятниця Субота Неділя | 10:00     | 17:30           | 18:00    |

Відвідати їх можна за квитком «Єдиний плюс», вартість для дорослих — 70 ₴, для дітей — 35 ₴. Окремий квиток до залів коштує 15 ₴ для дорослих та 5 ₴ для студентів та школярів.

##### Контакти
Адреса заповідника: 01001, м. Київ, Володимирська вулиця, 24.